# The Amazing Howard Hughes
The Amazing Howard Hughes er en amerikansk tv-film fra 1977 instrueret af William A. Graham. Filmens manuskript er skrevet af John Gay basereret på bogen Howard: The Amazing Mr. Hughes skrevet af Howard Hughes' forretningspartner og tidligere chef for Hughes Aircraft Company, Noah Dietrich. Filmen har Tommy Lee Jones, Ed Flanders, og Tovah Feldshuh i hovedrollerne og handler om Howard Hughes' liv og særheder.

## Ekstern henvisning
- The Amazing Howard Hughes på Internet Movie Database (engelsk)
- The Amazing Howard Hughes på AlloCiné (fransk)
- The Amazing Howard Hughes på Turner Classic Movies (engelsk)
- The Amazing Howard Hughes på The Movie Database (engelsk)
- The Amazing Howard Hughes på Rotten Tomatoes (engelsk)
- The Amazing Howard Hughes hos The Movie Database (engelsk)